# Friedrich Gabriel Sulzer

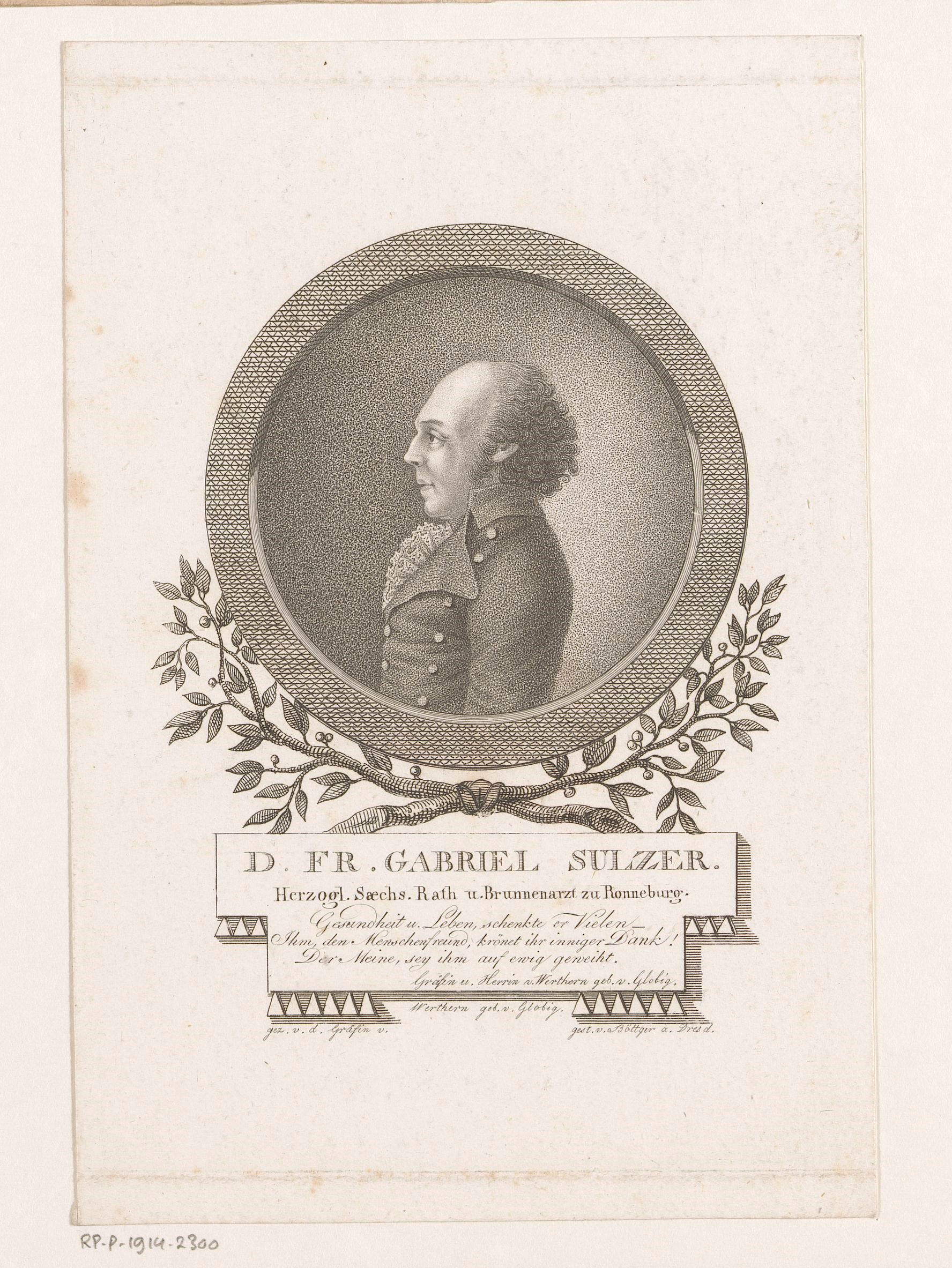
Porträt von Friedrich Gabriel Sulzer

Friedrich Gabriel Sulzer (* 10. Oktober 1749 in Gotha; † 14. Dezember 1830 in Altenburg) war ein deutscher Arzt und Naturforscher (Zoologe, Mineraloge).

## Leben
Sein Vater Johann Caspar Sulzer (1716–1799) stammte aus einer Arztfamilie in Winterthur und war in Gotha ein Pionier der Pockenschutzimpfung, die sich allerdings noch des Erregers der echten Pocken bediente. Er hatte damit Erfolg und impfte sogar den Herzog von Sachsen-Gotha und seine Familie. Sulzer studierte in Göttingen und Straßburg Medizin und wurde 1768 in Göttingen ansässig. Danach war er wieder in Gotha und unternahm 1771 bis 1773 eine Studienreise ins Ausland (England, Frankreich, Holland), wo er besonders Seuchenbekämpfung und Veterinärmedizin studierte. 1774 veröffentlichte er ein Buch über Hamster und 1775 einen Aufsatz über die Rinderpest.
Er war ab 1775 niedergelassener Arzt in Gotha und gleichzeitig Direktor der 1774 auf seine Anregung gegründeten Veterinärmediziner-Schule in Ronneburg. 1779 wurde er offiziell Brunnenarzt in Ronneburg, ein Posten, den er schon vorher in dem Kurbad kommissarisch innehatte. Außerdem war er Direktor des Hebammen-Lehrinstituts in Altenburg. 1781 wurde er Hofmedicus, 1784 Hofrat und 1818 Geheimer Hofrat in Sachsen-Gotha. Er hatte einen guten Ruf als Arzt und Chirurg, der auch arme Patienten behandelte.
Sulzer war Mineraliensammler und tauschte sich darüber mit Johann Wolfgang von Goethe aus, den er mindestens seit 1797 kannte und unter anderem 1807 in Karlsbad traf. Sie waren in Briefwechsel. Er war auch Leibarzt der in Löbichau residierenden Herzogin Dorothea von Kurland und ihrer Stiefschwester Elisa von der Recke. Mit beiden reiste er öfter zur Kur nach Karlsbad. 1813 behandelte er in Karlsbad den verwundeten Theodor Körner. Er war mit Christoph August Tiedge befreundet.
Sulzer war zweimal verheiratet, hatte aber keine Kinder.
1791 benannte er das Mineral Strontianit nach seinem Entdeckungsort Strontian in Schottland. Bei der Analyse arbeitete er mit Johann Friedrich Blumenbach zusammen. Wie auch zwei schottische Ärzte und Naturwissenschaftler (William Cruickshank, Adair Crawford) kam er zu dem Schluss, dass darin ein neues Element (Strontium) enthalten ist.

## Schriften
- Versuch einer Naturgeschichte des Hamsters, Gotha: Dieterich 1774